# Камагуэй (город)
Камагуэ́й (исп. Camagüey) — город и муниципалитет в центральной части Кубы, административный центр провинции Камагуэй. Третий по величине город страны.

## История

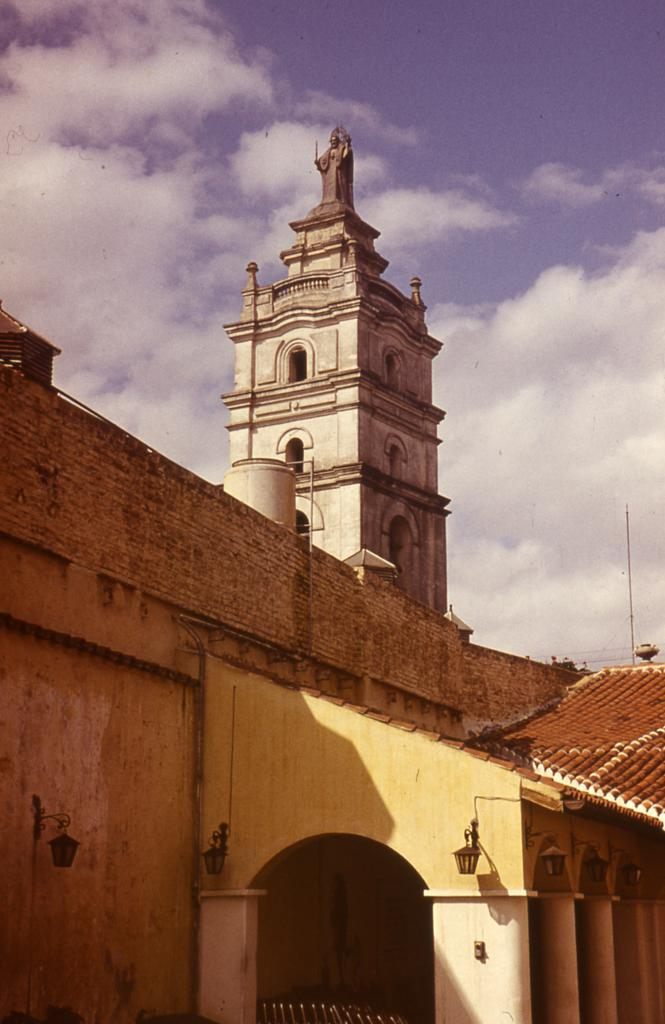
Архитектурные памятники колониального периода

После почти непрерывных нападений пиратов первоначальный город (основанный Диего Веласкесом как Пуэрто-Принсипе (Санта-Мария-де-Пуэрто-дель-Принсипе) 31 января 1514 года на северном побережье) был перемещён вглубь острова в 1528 году и тогда же поменял название на Камагуэй.
В период с 1921 по 1926 годы под руководством инженеров Armando Pradas de la Torre и Benito Antonio Rodríguez были перестроены около 18 километров дорог, была создана подземная канализация, в том числе дождевая, установлены дождеприемники. Дороги были вымощены брусчаткой, импортированной из Норвегии. Работы выполнялись преимущественно без остановки трамвайного движения.
Строительство в 1930-е годы Центрального шоссе (прошедшего через Камагуэй) способствовало развитию города.
С 1959 года здесь выходит провинциальная газета «Adelante».
В 1970 году население составляло 197 тыс. жителей, город являлся важным торгово-экономическим центром, здесь действовали предприятия пищевой, текстильной, химической промышленности и сельскохозяйственного машиностроения.
В 1987 году население составляло 266 тысяч человек, основой экономики в это время были химическая промышленность, машиностроение, текстильная промышленность и пищевкусовая промышленность.

## Современное состояние
В городе сохранены памятники архитектуры колониального периода (собор, церкви), музей Игнасио Аграмонте (бывшая Оружейная площадь, искусство колониальной эпохи), площадь Сан-Хуан-де-Дьос, площадь Трабахадорес, площадь Соледад.
Стадион имени Идельо. Курорт Санта-Лусия в 120 км от города. Самый большой парк Кубы — Касино Кампестре.

## Исторический центр
Исторический центр Камагуэя площадью в 54 га — уникальный пример традиционного городского поселения в относительной удаленности от главных торговых путей.
Один из первых семи испанских поселений на Кубе, Камагуэй, был и наиболее значимым из них, так как выполнял функцию центрального населенного пункта внутренней территории, ориентированной на развитие животноводства и сахарной промышленности.
Современное месторасположение города определилось в 1528 году. Городской ландшафт развивался хаотично, его главные элементы — большие и малые площади, улицы и извилистые переулки, беспорядочные городские постройки и комплексы.
Влияние европейских средневековых традиций, которыми руководствовались испанские завоеватели, проявляется в городской планировке и строительных методах, попавших в Америку с испанскими каменщиками и строителями. Архитектура города во многом эклектична и отражает влияние различных эпох и стилей, например, неоклассического, декоративного, неоколониального, и, в меньшей степени, стиля модерн и рационалистического.

## Транспорт
- транспортный узел (железных и автомобильных дорог)[2]. Здесь находятся станция и депо Кубинской железной дороги[7]. В городе также расположен международный аэропорт имени Игнасио Аграмонте.
- В первой половине 20 века действовал трамвай.

## Образование и культура
- университет[1][6].